# Кранжалов Дмитро
Кранжалов Дмитро (Кранжале Думітр, рум. Gränjalä Dumitru; 26 жовтня 1907, м. Тульча, Румунія — 22 травня 1971, м. Оломоуц, Чехія) — румунський і чеський мовознавець-славіст, доктор філологічних наук з 1943.

## Біографія
Закінчив 1933 Ясський університет (Румунія).
Працював в університетах Ясс (1936—1939), Софії (1940—1943, 1945—1949), Скоп'є (1943-1944), в Народному археологічному музеї в Софії (1939—1940); з 1949 — професор Оломоуцького університету.

## Наукова діяльність
Досліджував проблеми слов'янського етно- і глотогенезу у зв'язку з валаськими колонізаційними рухами в Карпатах, східноромансько-слов'янські мовні й культурні зв'язки, вплив румунської мови на формування карпатської вівчарської термінології, топоніміку Карпат («Румунські впливи в Карпатах з особливою увагою до регіону Валахії в Моравії», 1938; «Валахи на Моравії. Матеріали, проблеми, методи», 1963; «Румунські впливи у слов'янській термінології пастухів і топонома-стиці в Карпатах», 1965).
У працях Кранжалова значна частина матеріалу присвячена українській мові, українсько-румунським зв'язкам.